# Academia da Língua Asturiana

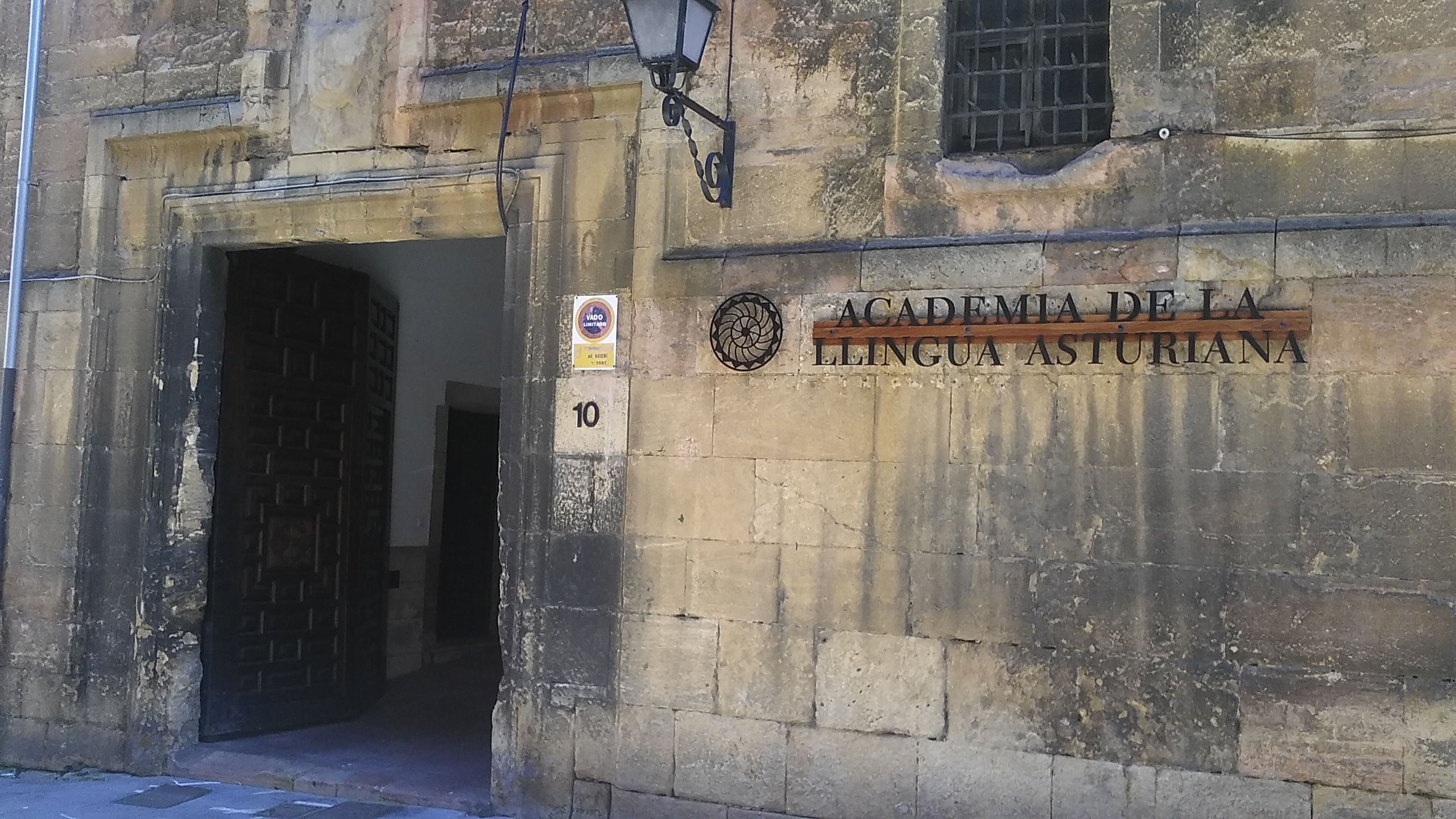
Sede atual da academia em Oviedo

A Academia da Língua Asturiana (em asturiano Academia de la Llingua Asturiana) é uma instituição do Governo das Astúrias cuja finalidade é o estudo, a promoção e a defesa do asturiano.

## História

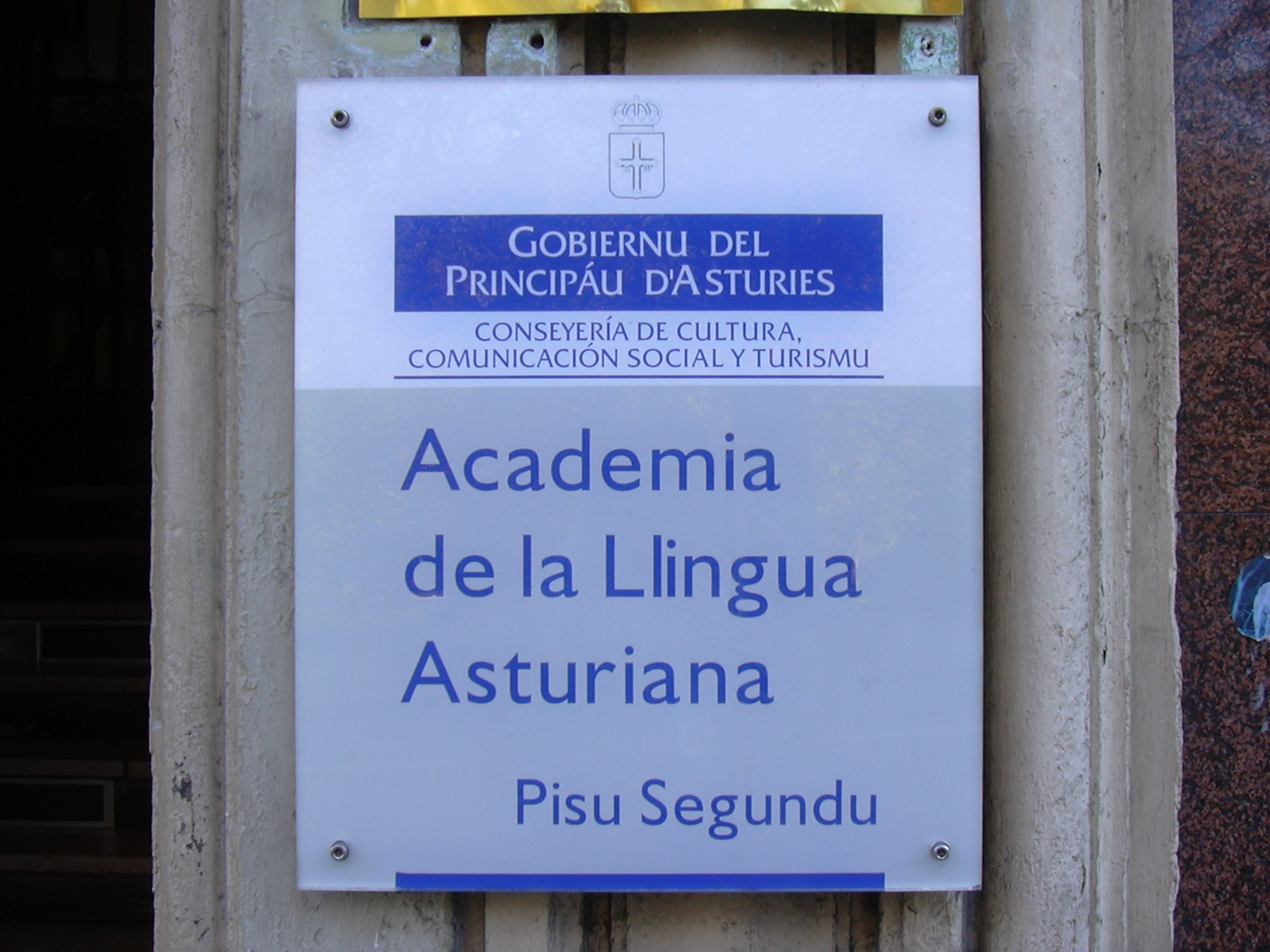
Letreido da antiga sede da academia

As origens da Academia da Língua Asturiana remontam aos finais do século XVIII, quando Gaspar Melchor de Jovellanos e o cónego González de Posada trocam correspondência sobre a mesma, no ano de 1791. O projecto de Jovellanos não pôde ser levado a cabo devido ao seu desterro na ilha de Maiorca.
Nos anos 20 foi criada a Real Academia Asturiana das Artes e das Letras, auxiliada por pessoas como Pepín de Pría. Dividia-se em quatro secções, e o seu principal objectivo era realizar um dicionário e uma gramática asturianas e publicar uma revista. As restantes secções tinham como finalidade promover a literatura, o teatro e a música asturianas.
Com o regresso da democracia à Espanha o Conselho Regional, uma entidade pré-autónoma, aprovou a criação da actual academia, que se iria fundar em 15 de Dezembro de 1980. Os seus fins eram a investigação e normalização gramatical das diferentes variedades do asturiano, inventariar o seu léxico, promover a sua difusão, regularizar o seu ensino, fomentar o seu uso como meio de expressão dos asturianos, promover concursos literários e realizar estudos linguísticos.
Xosé Lluis García Arias foi o presidente desta Academia desde a sua fundação até 2001, sendo sucedido por Ana María Cano González. En 2017 esta é sucedida por Xosé Antón González Riaño. A Academia conta com 22 membros, e também 24 membros correspondentes e 20 académicos de honra.
La llingua asturiana ye un patrimoniu milenariu del Pueblu Asturianu y, como tal, forma parte de la herencia cultural de tolos asturianos y asturianes ensin esclusión. Esti patrimoniu, como l'arte y otres manifestaciones culturales de nueso, necesita proteición y actualización. Poro, l'emplegu de la llingua asturiana per parte de los ciudadanos que quieran facer usu d'ella y el so reconocimientu con valir llegal son el meyor encontu pa la so proteición y actualización. Les instituciones asturianes d'autogobiernu tienen la obligación de facer que'l derechu de los ciudadanos asturianos al usu de la llingua asturiana seya, acordies cola llegalidá vixente, plenamente efeutivu. Nesti sen, la Xunta Xeneral del Principáu, muérganu históricu de representación de los asturianos, encamienta al Gobiernu del Principáu que faiga vidable'l derechu de los ciudadanos al emplegu del asturianu nes sos rellaciones coles instituciones asturianes y, nel so momentu, coincidiendo cola reforma del Estatutu d'Autonomía d'Asturies, proponga una definitiva toma de determín con respeutu a les llendes xurídico-oficiales de la so consideración.

## Trabalhos
Em 1981 publicou-se o primeiro trabalho normativo da Academia, Normes Ortográfiques y Conxugación de Verbos. Outras publicações a destacar são a Gramática de la Llingua Asturiana em 1998 e, em 2000 o Diccionariu de l'Academia de la Llingua Asturiana, conhecido pela sigla «DALLA».
Periodicamente, publica uma revista intitulada Lletres Asturianes (um boletim oficial da instituição), assim como revistas e livros relacionados com o estudo da língua, a literatura e a cultura asturiana: "Cultures. Revista de cultura asturiana" e "Lliteratura. Revista lliteraria asturiana". Entre as suas colecções de livros encontram-se: Toponimia (registos toponímicos orais), Llibrería llingüística (estudos filológicos), Preseos (vocabulários), Cartafueyos normativos (textos normativos de aplicação no processo de normalização social da língua asturiana), Llibrería académica (criação literária), Escolín (infantil), Lliteratura xuvenil, Cuquiellu, Mázcara (teatro)…
Nas Astúrias, desde 1982, celebra-se, todos os anos, o Dia de les lletres asturianes (Dia das letras asturianas), assim como sessões internacionais de estudo (Xornaes Internacionales d'Estudiu), de carácter anual e o Alcuentru "Llingua Minoritaria y Educación" de carácter bianual.

## Influência fora das Astúrias
Ao ser a única academia oficial em todo o domínio linguístico asturo-leonês espanhol, a instituição tornou-se uma referência obrigatória no Principado das Astúrias e uma opção muito valorizada e consultada fora da dita comunidade autónoma.
Apesar da Academia, como órgão do governo asturiano, não ter jurisdição legal para normatizar o uso da língua fora do espaço administrativo asturiano, duas associações culturais da Província de Leão (Facendera pola Llingua) e de Zamora (Furmientu) seguem a sua ortografia na medida do possível. As demais associações culturais leonesas rejeitam o modelo da língua feito pela Academia. Nos cursos de leonês, que se distribuem nas principais cidades de Leão e nos seus colégios, assim como em Zamora e Salamanca não se aplica a normativa asturiana.